# Ханс XII фон дер Шуленбург
Ханс XII фон дер Шуленбург (на немски: Hans XII Graf fn der Schulenburg; † 1625) е граф от „Бялата линия“ на благородническия род фон дер Шуленбург.

## Произход
Той е големият син на граф Бусо VI фон дер Шуленбург († 1601/1605) и съпругата му Маргарета фон Бюлов († 1600). Внук е на граф Ханс VIII фон дер Шуленбург († 1558/1568) и Анна фон Финеке († сл. 1568). Брат е на Франц I фон дер Шуленбург († сл. 1601) и Анна фон дер Шуленбург (1556 – 1626), омъжена на 6 ноември 1575 г. във Фергунст за Панталеон фон Бисмарк (1539 – 1604).

## Фамилия
Ханс XII фон дер Шуленбург се жени за Луция фон Дитфурт. Те имат 10 деца, от които само три порастват:
- Бусо фон дер Шуленбург
- Катарина фон дер Шуленбург († 1628), омъжена за Ханс Ернст фон Борстел
- Луция Енгел фон дер Шуленбург, омъжена за Йоахим Енгел фон Борстел
- Йохан Ернст фон дер Шуленбург
- Ангелика фон дер Шуленбург († 1698), омъжена за Кристиан Ернст фон Алвенслебен, син на Вилхелм фон Манделслох и Берта фон Алвенслебен, дъщеря на Гебхард фон Алвенслебен и Катарина Луция фон Пенц
- Панталеон фон дер Шуленбург
- Елизабет фон дер Шуленбург
- Маргарета фон дер Шуленбург
- Георг фон дер Шуленбург
- Фридрих фон дер Шуленбург